# Brughiera del Dosso
Brughiera del Dosso è il nome di un sito di interesse comunitario della provincia di Varese, situato tra l'aeroporto di Milano-Malpensa e il canale Industriale, quasi interamente all'interno del comune di Somma Lombardo.

## Descrizione e caratteristiche
L'area ha una superficie di 455 ha principalmente compresa nel territorio comunale di Somma Lombardo, con uno sconfinamento a sud nel comune di Vizzola Ticino. Il sito, interamente rientrante nell'area del Parco naturale lombardo della Valle del Ticino e della Riserva della Biosfera Ticino Val Grande Verbano, è caratterizzato dalla presenza di aree residuali di brughiera e da un querceto e confina con un altro sito di interesse comunitario: l'Ansa di Castelnovate. All'interno del sito scorre un tratto del canale Villoresi.

## Habitat
Sono due gli habitat di interesse comunitario presenti nel sito, che occupano circa il 25% della sua superficie:
- Lande secche europee
- Vecchi querceti acidofili delle pianure sabbiose con Quercus robur

## Flora
È di particolare importanza all'interno del sito la presenza di alberi di Quercus robur che si alternano al paesaggio della brughiera, dove le specie vegetali più rilevanti sono l'anemone dei boschi, l'asparago selvatico dalla foglia sottile, il cascellore comune, la dentaria di Kitaibel, la carice lustra, il panico bianco, una varietà di ciclamino delle Alpi, il dente di cane, l'erba trinità, l'erba di San Giovanni prostrata, la platantera comune, la primula comune, il pungitopo e la sassifraga tridattila.

## Fauna

### Uccelli
Nel sito sono presenti oltre cento specie di uccelli considerate di interesse comunitario.

### Mammiferi
Non sono presenti mammiferi considerati di interesse comunitario. Sono però da segnalare alcune specie considerati comunque importanti, quali il capriolo, il riccio europeo, il ghiro, la lepre comune, la faina, la martora, il tasso, il moscardino, la donnola, la puzzola europea, lo scoiattolo comune, il toporagno comune, la talpa europea e alcune specie di chirotteri: vespertilio di Daubenton, pipistrello albolimbato e pipistrello di Nathusius.

### Rettili
Tra i rettili presenti nel sito si segnalano alcuni serpenti: il colubro liscio, il colubro di Esculapio, il biacco, la biscia dal collare e l'aspide. Tra le lucertole sono presenti il ramarro occidentale, la lucertola muraiola e la lucertola campestre.

### Anfibi
Nel sito si contano due specie anfibie di interesse comunitario: la rana di Lataste e il tritone crestato italiano. Tra le altre specie presenti si trovano il rospo comune, la raganella italiana e la rana agile.

### Pesci
Nel sito sono presenti dieci specie di pesci di interesse comunitario: il barbo comune, il barbo canino, la savetta, il cobite italiano, lo scazzone, la lampreda padana, la lasca, il pigo, la trota marmorata e il vairone. Altri pesci presenti sono l'alborella italiana, il cavedano e il triotto.

### Invertebrati
Sono due le specie di insetti di interesse comunitario presenti nel sito: Cerambyx cerdo e Lucanus cervus. Altre specie rilevanti per importanza sono Abax continuus e Lucanus tetraodon.